# Античен културно-комуникационен комплекс „Сердика“
Античният културно-комуникационен комплекс „Сердика“ е музей на открито, най-големият археологически комплекс в центъра на град София. Комплексът обединява находки, разкрити в периода 2010 – 2012 г. по време на строежа на софийското метро.
Комплексът е част от централното историческо ядро на София, обявено за историко-археологически резерват.

## История
Най-трайни следи от развитието на селището след включването му в пределите на римската империя се отнасят към периода І-ІІІ век. Най-ранната крепостна стена на Сердика е изградена в средата на ІІ век по времето на императорите Марк Аврелий и Комод между 176 и 180 г. Тази дата ни дава един открит надпис (един от четирите, поставени на всяка от градските порти): източна, пред бившия Партиен дом (сега Народно събрание); западна, при метростанцията до Булбанк; северна на кръстовището до Халите (пресечката на бул Мария Луиза и ул. Екзарх Йосиф) и южна, близо до пресечката на бул. Витоша и ул. Денкоглу. Второстепените улици са изследвани на различни участъци – две от тях под хотел „Шератон“ в близост до църквата Св. Георги. Центърът на града е бил форумът, който е представляват средище на обществения живот и се е намирал източно от църквата „Св. Георги“, а на запад е достигал до дн. площад „Св. Неделя“. Той е имал правоъгълна форма с площ прибл. 3400 кв. м. и е бил ориентиран в посока север-юг. В източната му част е бил разположена сградата на градската управа – булевтерион, открит при археологически проучвания под дн. хотел „Шератон“. Тъй като Сердика е бил град с автономно управление по образеца на гръцкте полиси той е имал двете задължителни в случая институтии – демос (народно събрание) и буле (градски съвет), който е заседавал в булевтериона. В южната част на форума се издигала сградата на преториума (изградена вероятно около средата на ІІІ в.), която е представлявала най-главната административна сграда в града, седалище на управителя. Днес останките на праториума попадат под църквата „Св. Неделя“ и района около нея и са частично проучени при съвременни строителни дейности.
Друга институция, която е играла важна роля в обществения живот на Сердика, била герузията – съвет на старейшините. През ІІІ век е била изградена специална зала за нея, чийто останки са разкрити под Министерството на културата на бул. „Ал. Стамболийски“.
Част от градската монументална архитектура на Сердика са били и градските терми, при които са използвани топлите минерални извори. Те най-вероятно са били изградени още в началото на ІІ век и са били разположени близо до Софийска минерална баня. Термите са силно пострадали при земетресение през късноантичната епоха. Част от Сердика са и сердикийският амфитеатър и археологическите римски останки, които се намират в квартал Лозенец, в с години стоят безстопанствени.

## Характеристика
„Античен културно-комуникационен комплекс Сердика“ обхваща част от територията на източната порта; източната крепостната стена; част от центъра, включваща улици и къщи на антична Сердика. Експонира римски археологически останки. Основната цел на проект античен културно-комуникационен комплекс Сердика е чрез реставрация и адаптация на археологическите ценности и околното им пространство да обвърже новите със съществуващите структури в рамките на модерния град. Да се прояви археологическия потенциал на тази територия и да се обособи публично пространство с национална и общоградска значимост, наситено със съвременни в културно-комуникационно отношение функции, обвързани с историческия контекст на територията.
Заключителният етап на проекта Античен-комуникационен комплекс „Сердика“ предвижда благоустрояване на зоните: под и над площад „Независимост“, под и до булевард „Мария Луиза“; подлезите на Източната сердикийска порта, храм „Света Петка Самарджийска“, под пътната връзка между булевардите „Княз Дондуков“ и „Тодор Александров“ и пред ЦУМ.
Под площад „Независимост“ в покритата зона са частично реставрирани локализираните археологически структури и е обърнато специално внимание на консервацията на секторите със запазени подови настилки. Експонирани са древни улици и останките от строителството край тях, вътрешни дворове, хипокаустни системи, останки от водопроводна и канализационна системи.
Възстановяването на надлъжния и напречния профил и тротоара на разкрития сектор от Декуманус максимус (римска улица с изток-запад посока), както и реконструкция на пиедесталите, които са носели колонния ред по фронта на Декумануса, който е с почти изцяло запазена автентична настилка, по която вървят посетителите. Експонирани са и изключително интересни и цветни мозайки както и, експозиции на привнесени от други части на града артефакти от античната епоха.
Също може да се видят демонтираните при разкопки, останки от малка еднокорабна църква (16 – 19 век), като от двете страни на апсидата, има протезис и диаконикон. Вътрешността ѝ е богато изписана със съхранени фрагменти от стенописи.
Зоната под бул. „Мария Луиза“ обхваща пространството между Централния подлез с храма „Света Петка Самарджийска“ и северния вестибюл на Метростанция ІІ, като включва покритото пространство под трасето на булеварда. Там няколко улици, големи жилищни сгради на богаташи, църква и търговски помещения има части от вани, басейни, подово отопление, външни и вътрешни тоалетни, и канализация, чиито водопроводи са направени от глинени и оловни тръби. Всяка от къщите е с голяма площ, има вътрешен двор с портици или колонада, около които са подредени помещенията. Предполага се, че една от къщите в центъра на главната улица Декуманос Максимум, е принадлежала на архиепископ Леонтий. Открити са пластини с неговото име и кръстове. Изцяло запазена мозайка с геометрични мотиви има в приемната зала на друга от къщите, датирана от третата четвърт на четвърти век. Мозайката е във вида, в който е открита – нагъната.
Откритата археологическа зона до булевард „Мария Луиза“ е разделена на три нива: горно площадно; междинно – тераса; долно, археологическо ниво. В този сектор са експонирани разкритите археологически структури в естествения им вид. Могат да се видят части от басейн, подово отопление(хипокауст), тоалетни(латрини), части от помещения и канализация. Така се оформя големият музей на открито, който показва част от красива Антична Сердика.

## Разкритата фауна като източник на информация за бита на населението
Проученият през 2015 г. материал (10 375 останки) разкрива изненадващо разнообразие от диви и домашни птици и бозайници. Установени са общо 56 гръбначни животни – лъчепери костни риби (от 2 разреда), птици (от 9 разреда) и бозайници (от 7 разреда). Това доказва, че са били практикувани широко поне три основни поминъка – риболов (вкл. и търговия с риба), лов и животновъдство. Животновъдството всъщност е било представено с целия му спектър – птицевъдство, скотовъдство, свиневъдство, коневъдство, зайцевъдство и др. Изключителен интерес представляват находките на тур (Bos primigenius) от София. Те са приблизително едновъзрастови с тези от средновековната ни столица Велики Преслав. Съхраняването на тура едновременно в две области на България (XVI – XVII в.) – източна (Източния Предбалкан) и западна (Софийското поле), е важна информация за финалната история на този вид на Балканите изобщо. Новите материали от 2016 г. (от 3 – 4 до 16 – 19 в.) наброяват 8312 костни находки от 47 таксона (над 36 вида и домашни форми) на безгръбначни (мекотели – земни охлюви и сладководни миди) и гръбначни животни (костни риби, птици и бозайници). Сред тях са и останките от рис, домашен паун, голяма дропла, шаран, благороден елен, кафява мечка, дива котка.
През 2016 г. се работи по проект „Античната история на София, културно-историческо наследство достъпно за всички" (Западната порта) на Сердика, която е част от историко-археологическия резерват „Сердика-Средец“, финансиран по столична програма „Култура“. Разкрити са археологически останки от западната крепостна стена, северната кула от портата, части от главна антична улица (декуманус), северозападна ъглова триъгълна кула, античен канал, постройки във вътрешността на укрепения град, фрагменти от мозайка на внушителна по размери сграда в североизточната част.